# Pseudophegopteris keraudreniana
Pseudophegopteris keraudreniana är en kärrbräkenväxtart som först beskrevs av Gaud., och fick sitt nu gällande namn av Holtt. Pseudophegopteris keraudreniana ingår i släktet Pseudophegopteris och familjen Thelypteridaceae. Inga underarter finns listade.